# Pilzsteig
Der Pilzsteig ist ein ca. 21 km langer Naturlehrpfad Im Ilm-Kreis in Thüringen. Die Wanderer können sich entlang des Lehrpfades vielseitig über Pilze und Heilkräuter, aber auch über geologische und historische Besonderheiten der Region bis hin zur Heilwirkung des Geo-Magnetismus informieren.

## Idee
Während der Planung des Euro-Pilzparks Gillersdorf entstand die Idee für diesen Naturlehrpfad. Ausgeführt wurde das Projekt 2006 unter Federführung des Fördervereins „Langer Berg“ e.V. im Rahmen des LEADER-Förderprogramms, kofinanziert wurde es von der Europäischen Union. Der Pilzsteig wurde durch die Projektgemeinschaft der Orte Neustadt am Rennsteig, Altenfeld, Großbreitenbach, Gillersdorf, Möhrenbach, Herschdorf, Pennewitz und Gehren unter Regie der Stadt Gehren errichtet.

## Verlauf
Der Naturlehrpfad führt von Gehren aus über den Langen Berg zum Europäischen Pilzpark in Gillersdorf und von hier aus weiter durch das Reischeltal nach Neustadt am Rennsteig.
Wichtige Etappenpunkte entlang des Weges:
- Neustadt am Rennsteig:

Mondscheinwiese, Vaterunsertal
- Altenfeld:

Haubenweg
- Großbreitenbach:

Reischeltal, Internationaler Campingplatz, Hohe Tanne
- Gillersdorf:

Europäischer Pilzpark, Am alten Sportplatz
- Möhrenbach:

Schieferbruch
- Herschdorf:

Denkmal auf dem Langen Berg, Alte Sprungschanze, Am alten Steinbruch
- Gehren:

Hundegrab, Fuchsrod, Stadtrandsiedlung